# Schwaigeralm (Gaißach)
Die Schwaigeralm ist eine Alm in den Bayerischen Voralpen. Sie liegt im Gemeindegebiet von Gaißach.
Das Almgebiet befindet sich am Sattel zwischen Schwarzköpfel und Sulzkopf.
Die Alm wird am einfachsten über einen Forstweg von Gaißach aus erreicht.
Die Schwaigeralm ist nicht bewirtet.